# Aloe scabrifolia
Aloe scabrifolia là một loài thực vật có hoa trong họ Măng tây. Loài này được L.E.Newton & Lavranos mô tả khoa học đầu tiên năm 1990.